# Volcán Irazú
El volcán Irazú es un volcán en escudo activo ubicado en Costa Rica, en la Cordillera Volcánica Central, en el interior del parque nacional que lleva su nombre, a unos 32 km al norte de la ciudad de Cartago. Su cima, a una altitud de 3432 m s. n. m., y que lo hace el volcán más alto de Costa Rica, se encuentra ubicada en el distrito de Santa Rosa, en el Cantón de Oreamuno, Provincia de Cartago.
La cumbre del volcán tiene varios cráteres, uno de los cuales contiene un lago verde de profundidad variable. Es el volcán activo más alto de Costa Rica. Es fácil visitarlo desde San José, a través de un camino directo hasta los cráteres de la cumbre y un servicio diario de autobús a la cumbre. Es un punto turístico muy popular. 
Desde su cumbre y durante un día claro, es posible ver ambas costas, el Mar Caribe y el Pacífico. Sin embargo los días despejados en la cumbre son muy raros, ya que la mayor parte del tiempo permanece cubierta de nubes.
En el trayecto hacia el volcán,  es común observar la gran actividad agrícola y ganadera que se da en esta zona, los cuales captan la atención de los turistas en los lados de la carretera, tal es el caso de Potrero Cerrado de Oreamuno, además de visitar sitios de interés como el Sanatorio Durán, el sector Prusia del Parque nacional Volcán Irazú, entre otros.

## Geomorfología
El volcán Irazu pertenece al Cantón de Oreamuno, está ubicado a 30 km de la ciudad de San Rafael de Oreamuno, Cartago.
Tiene 3.432 metros de altitud y su forma es subcónica irregular. La temperatura en el lugar oscila entre -6 a 17 °C.
La zona intracratérica se encuentra formada por 3 estructuras principales:
- El cráter activo hacia el noreste con unos 1000 m de diámetro, una profundidad de 180 m y que alberga un lago de color y características cambiantes.

- El cráter inactivo Diego de la Haya Fernández se encuentra al norte de la caldera con unos 80 m de profundidad y de forma alargada hacia el este. Lleva ese nombre debido al gobernador Diego de la Haya Fernández quién describió la actividad volcánica ocurrida en 1723.[3]

- Se observa en el lado sur una larga estructura semiplana que corresponde a los restos de una terraza antigua la cual se conoce con el nombre de Playa Hermosa.

Al sur de estos cráteres y separados por la terraza de Playa Hermosa, se hallan los restos de un borde caldérico antiguo. Al este del Diego de la Haya se encuentra un cono piroclástico bien preservado de unos 80 m de altura, con un cráter destruido hacia el norte. Este cono está bordado en los lados este y sur por los restos de dos estructuras cratéricas. En el sector este existen restos de un antiguo cono muy erosionado hacia el norte. Al noreste del cráter principal se encuentran coladas de lava, limitadas por fallas. Hacia el sur de la cima principal se encuentran los conos piroclásticos de cerro Noche Buena, cerro Gurdián, cerro Pasquí y el conjunto Dussan-Quemados. En la falda sur del Irazú se ubica la colada de Cervantes.

## Geología
Los depósitos volcánicos están constituidos por una serie de flujos lávicos menores interestratificados con mantos de escoria rojiza de naturaleza andesítica y ceniza.
Las lavas del Irazú pueden clasificarse como andesitas, andesitas basálticas y basaltos.

## Historia
En sus faldas se ubicaba en 1569 un pueblo indígena llamado Istarú o Iztarú. Se cree que con el correr del tiempo ese nombre fue deformándose hasta el que hoy conocemos. Podría deberse a una modificación del nombre Tirrazú, tomando como al prefijo tirrá, que corresponde al nombre indígena del árbol Ulmus mexicana, propio de las tierras altas, y el sufijo zu, que podría ser el equivalente a monte o sitio también en lengua indígena como demuestran otros topónimos de lugares no muy lejanos y también montañoso como Tarrazú y Escazú. Existe un apellido vasco-francés Irazú, que significa «lugar de helechos» en ese idioma, y en las faldas del volcán se dan con facilidad los helechos de altura. Además, el uso del nombre Irazú es relativamente reciente, y no se encuentra mencionado en documentos de los siglos XVI y XVII, época en que al volcán se le llamaba simplemente «volcán de Cartago».

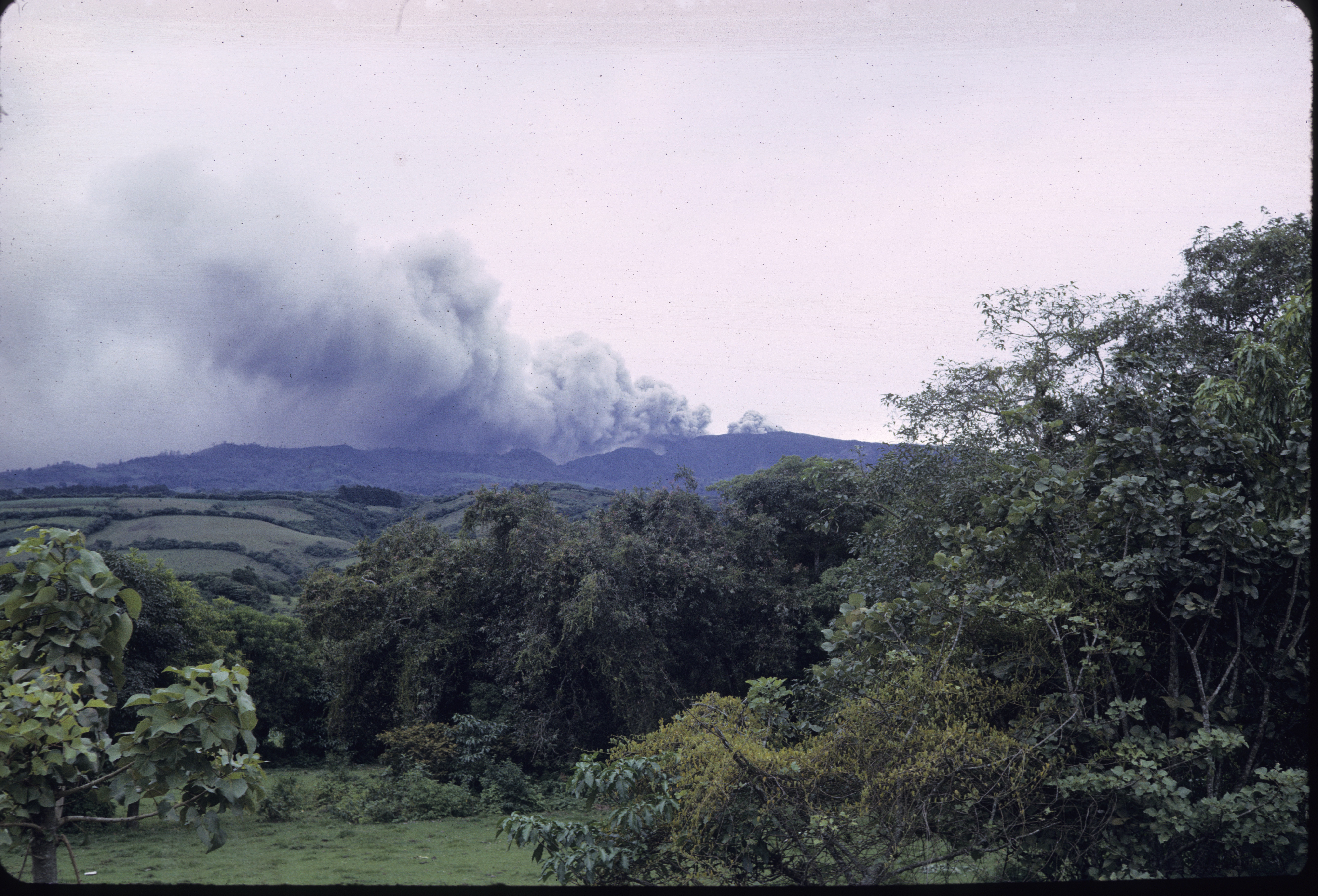
Vista remota de la erupción de 1963

Ha hecho erupción con frecuencia en tiempos históricos, al menos 23 veces desde su primera erupción registrada en 1723. La erupción más reciente comenzó en 1963 y siguió hasta 1965. Comenzó justo el día que el presidente de EE. UU. John F. Kennedy iniciaba una visita oficial a Costa Rica, y cubrió con cenizas la capital y la mayor parte de las tierras altas centrales de Costa Rica.
Desde la erupción de 1963, el volcán ha estado inactivo, aunque los frecuentes terremotos muestren que el magma se traslada aún bajo el volcán.
En 1994 ocurrió una pequeña erupción freática, causada por abundantes lluvias que desestabilizaron la ladera del volcán, derivó en la descompresión rápida del sistema hidrotermal, que originó un movimiento en masa de grandes avalanchas que alcanzaron hasta 20 km hacia el norte siguiendo el cauce del río Sucio. Durante ese evento se registraron materiales finos que fueron arrastrados por los vientos hasta la periferia de la capital.

## Actividad volcánica actual
Actualmente se observan manifestaciones fumarólicas menores dentro del lago cratérico y se mantiene activo un campo fumarólico al noroeste en la pared externa del cráter principal. Todo el edificio volcánico es sumamente inestable. Su pasado geológico ha dejado huellas en sus flancos que muestran que grandes segmentos de esas paredes son susceptibles a movimientos lentos pero regionales, los cuales provocan dramáticos movimientos en masa. Las partes bajas del edificio donde se asienta Cartago, se encuentran colmadas con restos de estos eventos.
En menor rango, pero con mayor frecuencia, ocurren deslizamientos de los sectores más empinados que se disparan con sismicidad, gravedad o lluvias intensas. Hacia el sector noroeste y norte, el lago cratérico suspendido a más de 3 km de altura, promueve un riesgo significativo en caso de desbordamiento por razón de sismicidad o inestabilidad física.

## Peligro volcánico
Por su historial eruptivo, altura, posición geográfica y condiciones climáticas, el Volcán Irazú constituye una de las fuentes de mayor riesgo de desastre natural para el Valle Central. Sus cenizas son capaces de paralizar las principales operaciones socioeconómicas de la región más poblada y desarrollada del país, incluyendo el Aeropuerto Internacional Juan Santamaría por donde fluye el sustento primario de la economía nacional: el turismo y la exportación de bienes.
- Corto plazo: Lahares y eventos piroclásticos de caída y de flujo (decenas de años).

- Mediano y largo plazo: Explosión lateral dirigida de bajo ángulo y formación de nuevos focos eruptivos, con lavas asociadas.

## Actividad cronológica

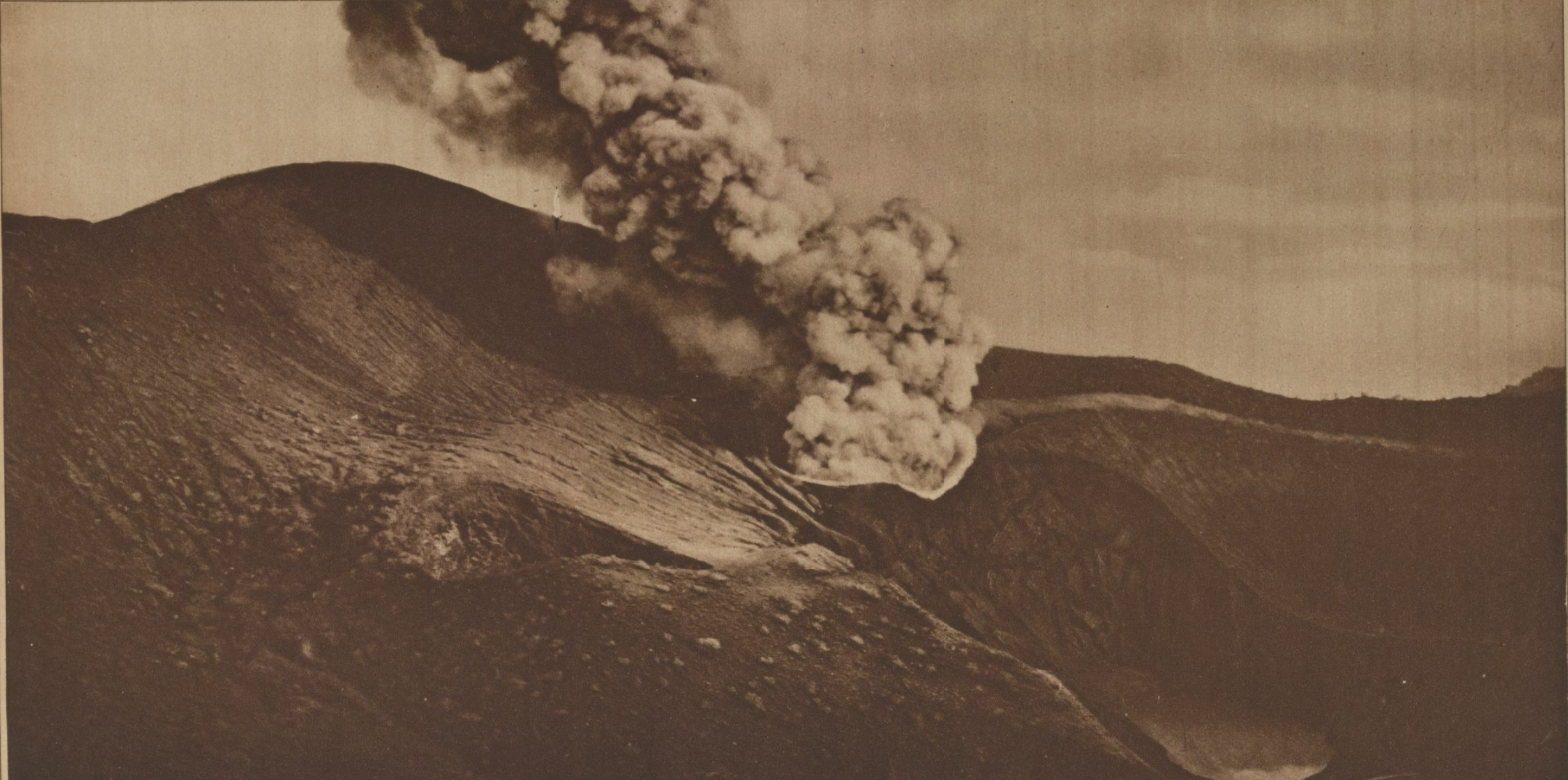
Erupción de 1918

### SigloXVIII
- 1723: Erupciones tipo estromboliana. Según relatos del gobernador de Costa Rica de la época, Diego de la Haya Fernández, la actividad se aprecia desde el 16 de febrero de 1723 a las 15:00 horas, las cenizas fueron depositadas en Curridabat y Barba (Hoy Barva). La actividad continuaría por tres días más y el 20 de febrero se sintieron varios temblores así como caída de ceniza en Cartago el 21 de febrero.[3]

- 1726: Durante mayo se dieron erupciones tipo estromboliana y actividad sísmica con erupciones de materiales piroclásticos.[3]

### SigloXIX
- 1821: Erupciones de bloques, bombas y ceniza y actividad fumarólica.[3]

- 1822: Erupciones tipo estromboliana, acompañada de fuertes temblores.

- 1842-1847: Erupciones tipo estromboliana. Actividad fumarólica.

- 1855-1859: Actividad fumarólica.

- 1864: Erupciones de bloques, bombas y ceniza y actividad fumarólica.[3]

- 1870: Actividad fumarólica.

- 1880-1888: Actividad fumarólica.

- 1899: Actividad fumarólica.

### SigloXX
- 1910: Actividad fumarólica.

- 1917-1924: Erupciones de modalidad estromboliana. Se inician en 1917 con gran intensidad y continúan durante 1918. Las cenizas llegan a caer en Tres Ríos, ciudad de San José y ciudad de Heredia.[3]

- 1928-1930: Erupciones de modalidad estromboliana. Actividad fumarólica.

- 1933: Erupciones tipo estromboliana.

- 1939-1940: Erupciones de modalidad estromboliana.

- 1953: Actividad fumarólica.

- 1962: Actividad fumarólica. El 9 de agosto de 1962 se produce un fuerte retumbo y columna de vapor.[3]

- 1963-1965: Erupciones tipo estromboliana. Las cenizas cayeron en diferentes partes del país, siendo las áreas más afectadas las faldas del volcán y la parte occidental del Valle Central. El 13 de marzo de 1963 a las 13:00 horas se aprecia una columna de vapor desde distintos puntos del país.[3]

- 1966-1978: Actividad fumarólica en el cráter principal.

- 1979-1981: Actividad fumarólica en el flanco noroeste del edificio volcánico.

- 1994: Erupción freática en el flanco norte de moderada intensidad en el costado exterior NO de la falda del volcán. Deslizamiento importante en el sitio llamado las fumarolas del flanco noroeste del edificio volcánico. El deslizamiento desprendió parte de la pared norte del cráter principal, los materiales se deslizaron hacia el cauce del río Sucio, en una región despoblada y boscosa.

- 1995: Actividad fumarólica débil en el cráter principal y en el flanco noroeste. Sismos de baja frecuencia y microsismos.

- 1997: Enjambres sísmicos de carácter tectónico por fallamiento local en la zona del volcán Irazú.

- 1998: Pequeño enjambre sísmico. El lago cratérico permanece de color amarillo verdoso y con escaso burbujeo en sus orillas.

### SigloXXI
- 2010-2014: Laguna cratérica de poca profundidad. Fumarolas en su flanco norte y fuentes termales y minerales.

- 2014: La laguna en el cráter principal se seca por completo.

- 2017: Reaparece la laguna en el cráter principal.

- 2019: Es visible a simple vista una zona de burbujeo de gases volcánicos en el lago, se reporta un ligero olor a ácido sulfhídrico desde el mirador. Hay un aumento ligero pero constante en la desgacificación de CO2 y H2S que se registra en la instrumentación. Se presentan varios enjambres de microsismos en el edificio volcánico ligado a una deformación constante que se registra en la instrumentación GPS. Con respecto a otros años se nota un pequeño incremento en la actividad.

- 2020: Nuevamente se seca la laguna del cráter principal.

- 2020: En la madrugada del 28 de agosto en la cara oeste del Volcán ocurre un gran deslizamiento de tierra debido a la inestabilidad del terreno, el deslizamiento ocasionó algunos daños en las antenas de comunicación y de radio que se encontraban en el sitio.

- 2024: Se ha registrado una ligera contracción cortical centrada en el flanco este del volcán, presumiblemente relacionada con la actividad volcánica interna y el movimiento magmático. Esta contracción se ha producido tras varios eventos de tipo enjambre sísmico, alineados con la falla de Río Sucio, que han ocurrido durante los últimos años y que podrían haber alterado ligeramente la dinámica interna del volcán.

## Galería

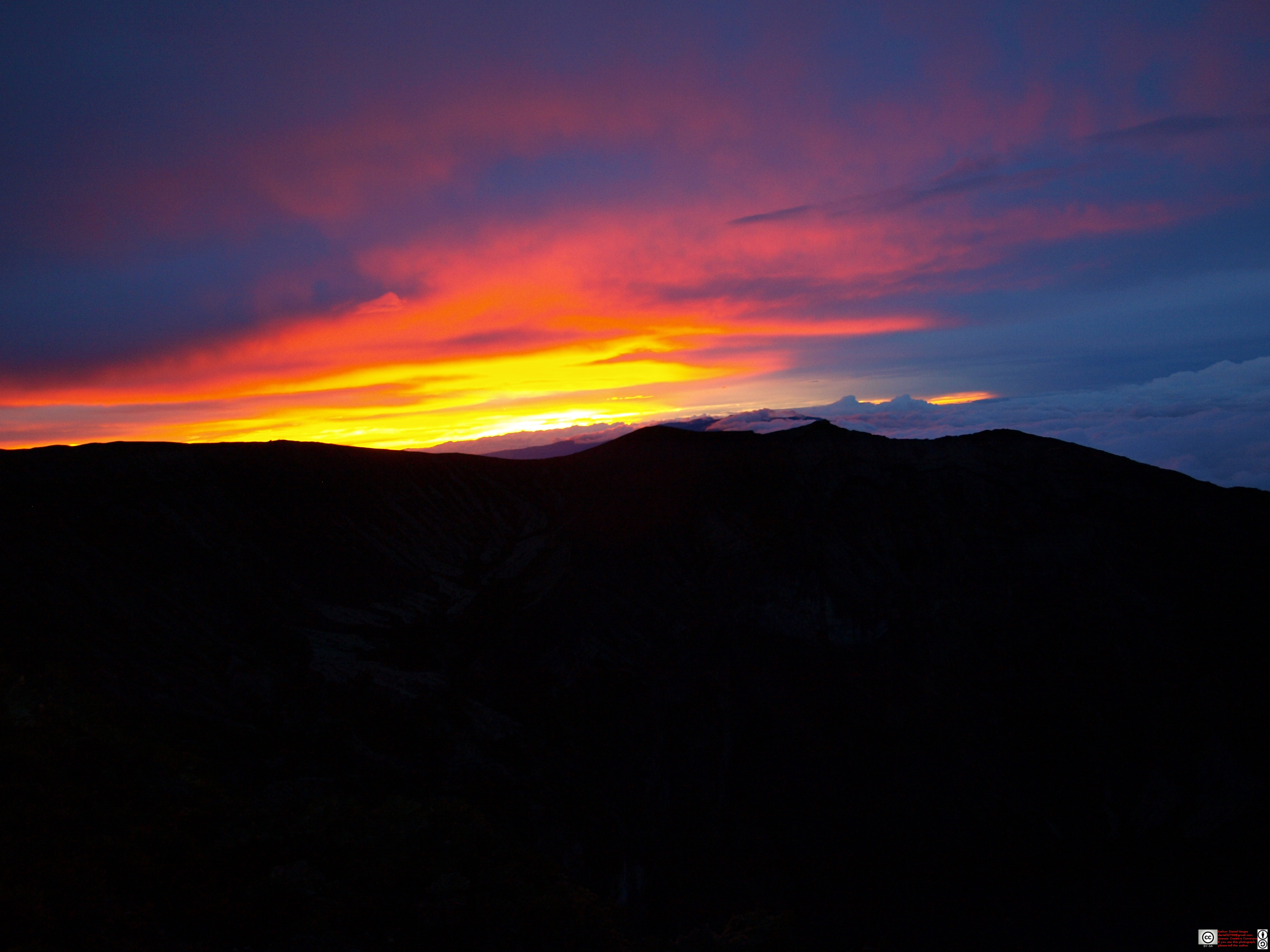
Ocaso desde la cima
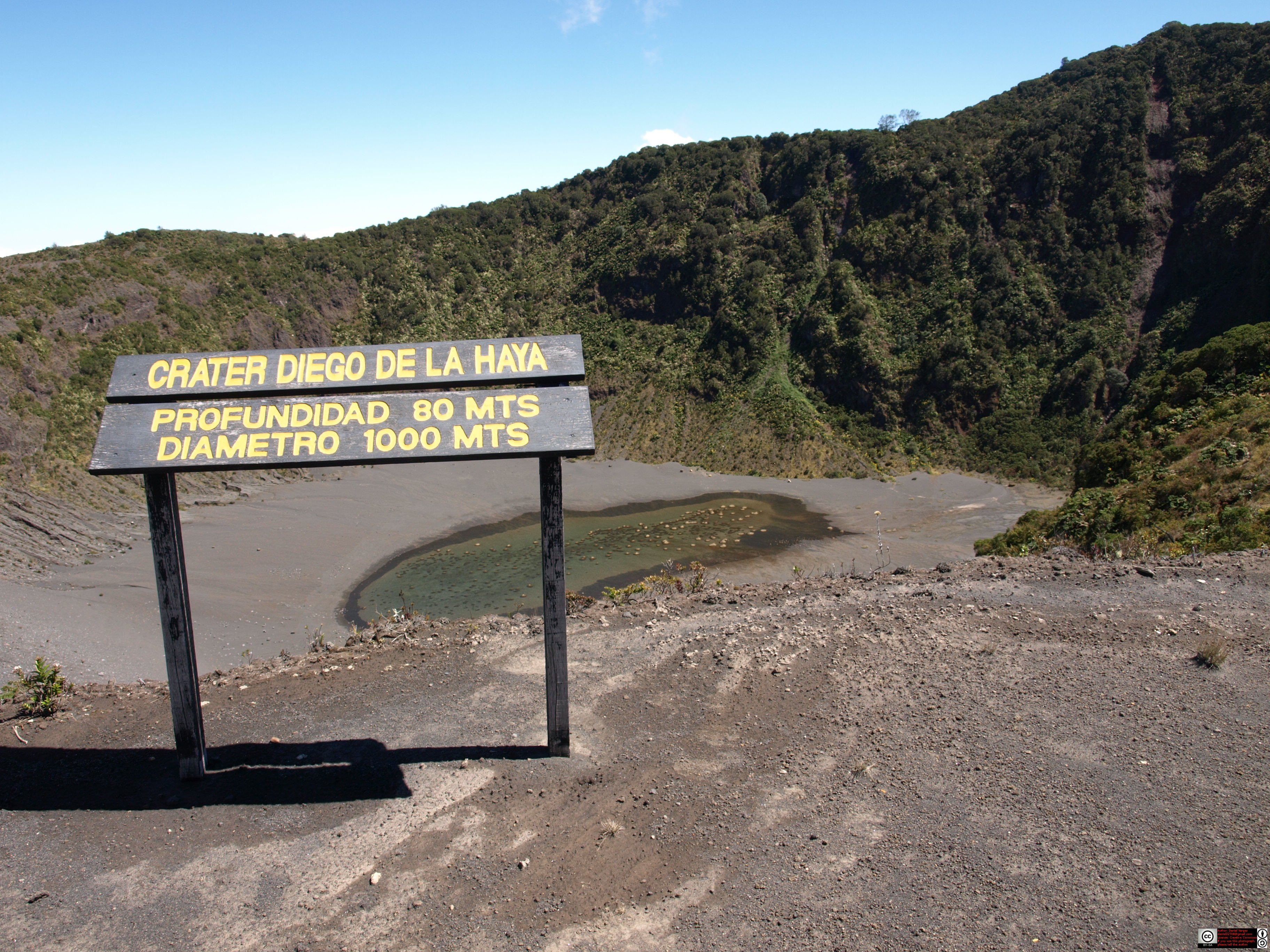
Vista superior en Diego de la Haya
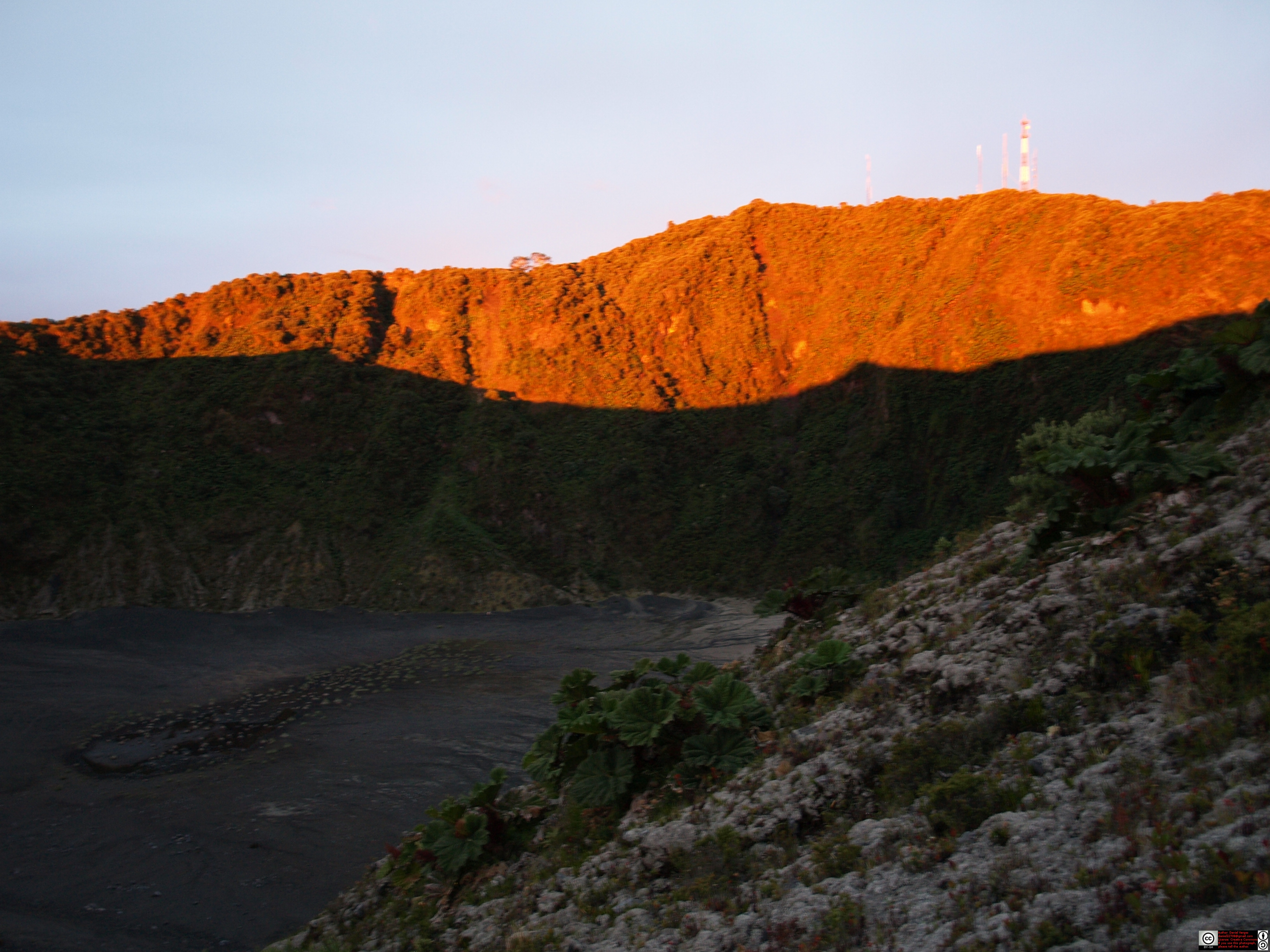
Ocaso en el cráter Diego de la Haya
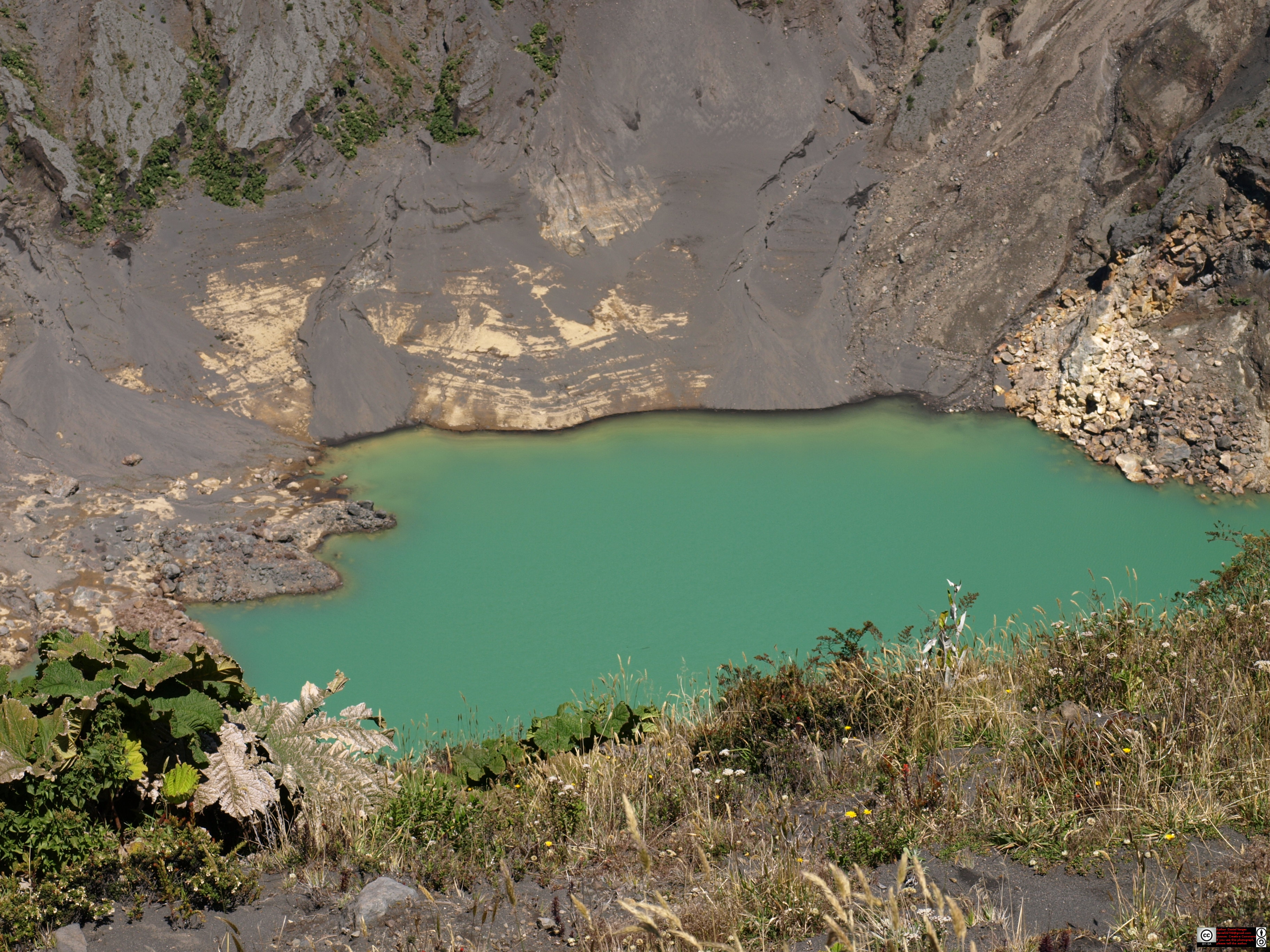
Laguna del cráter principal
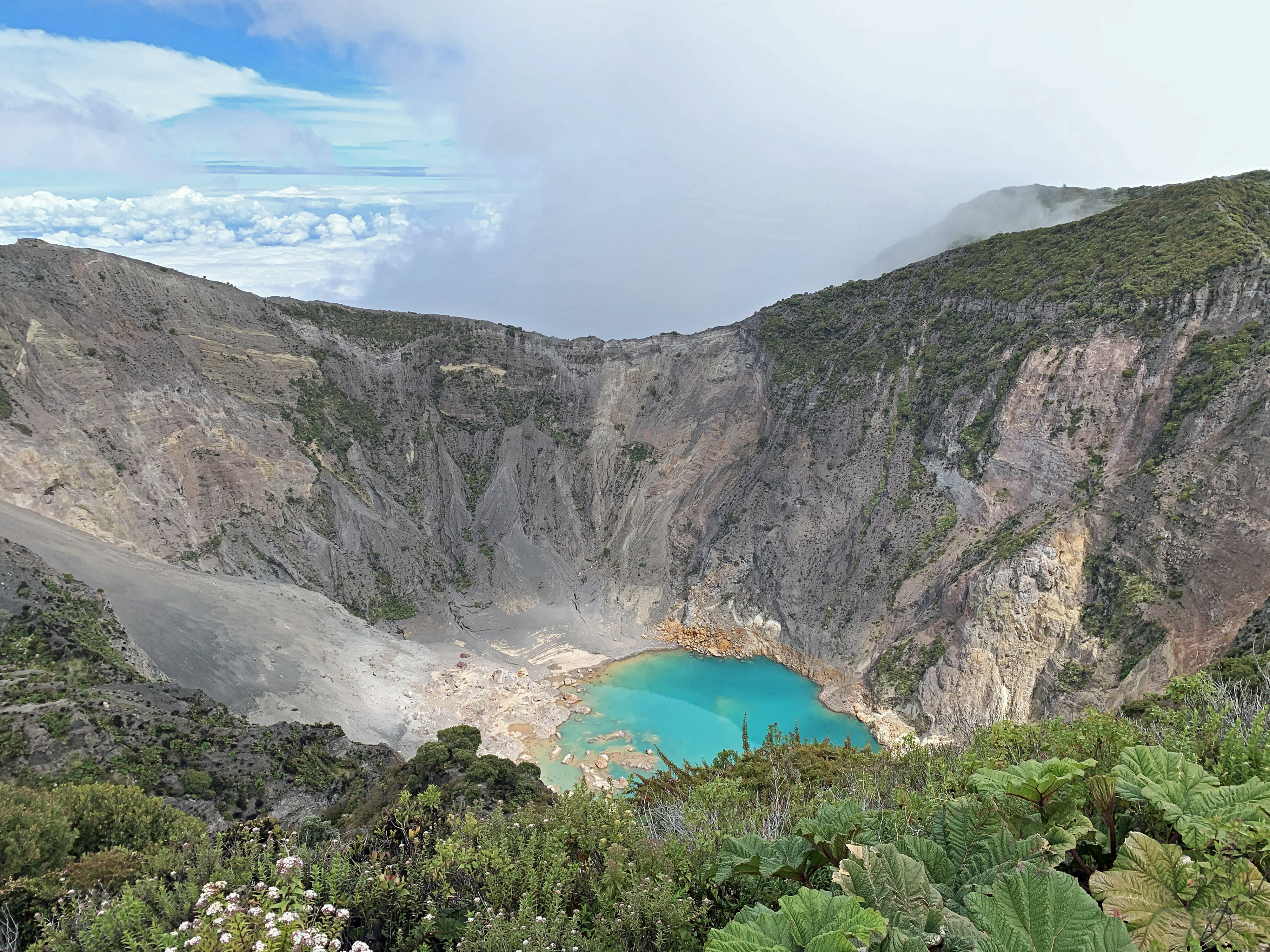
Laguna del cráter principal (2020)
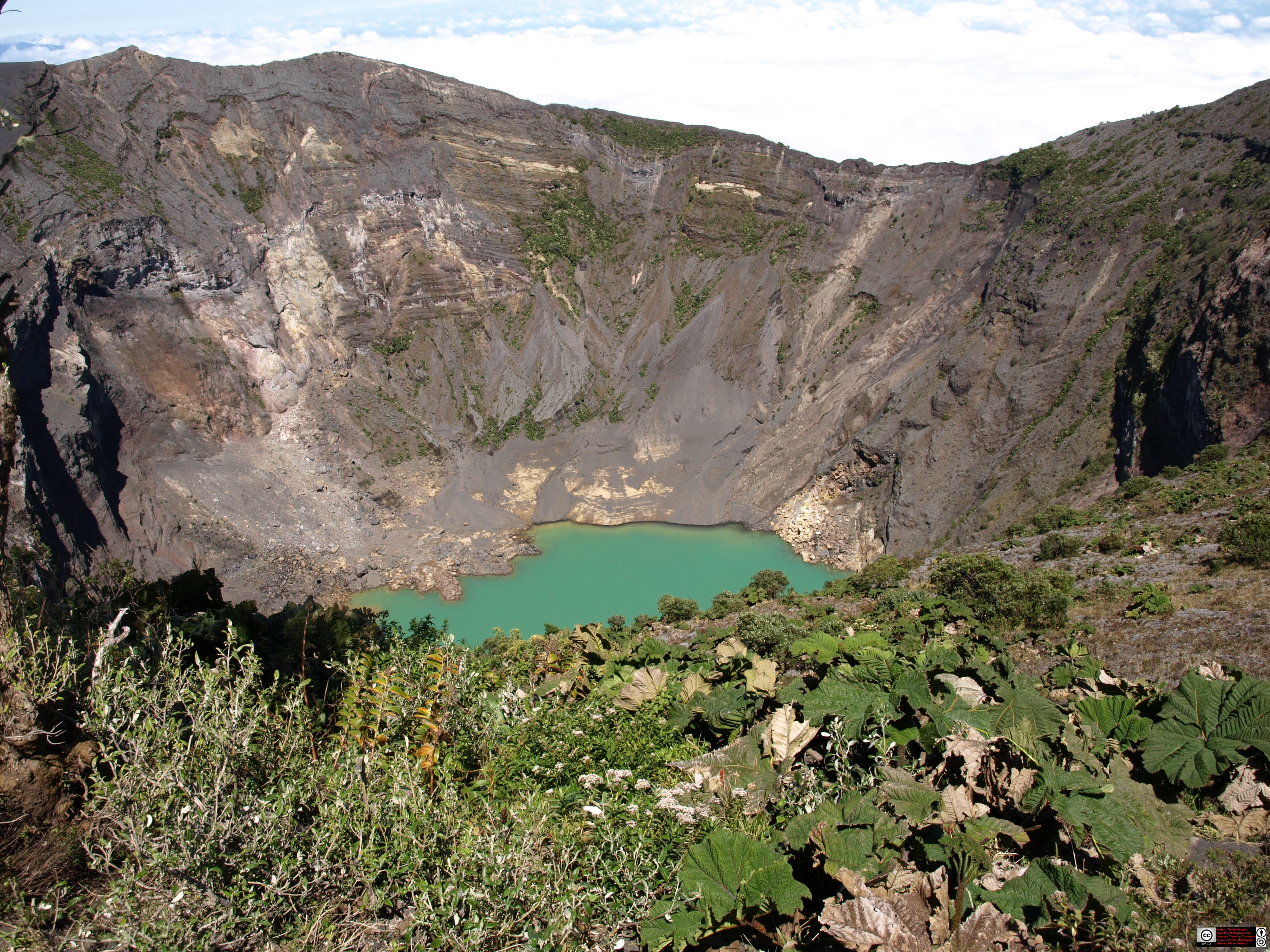
Laguna del cráter principal
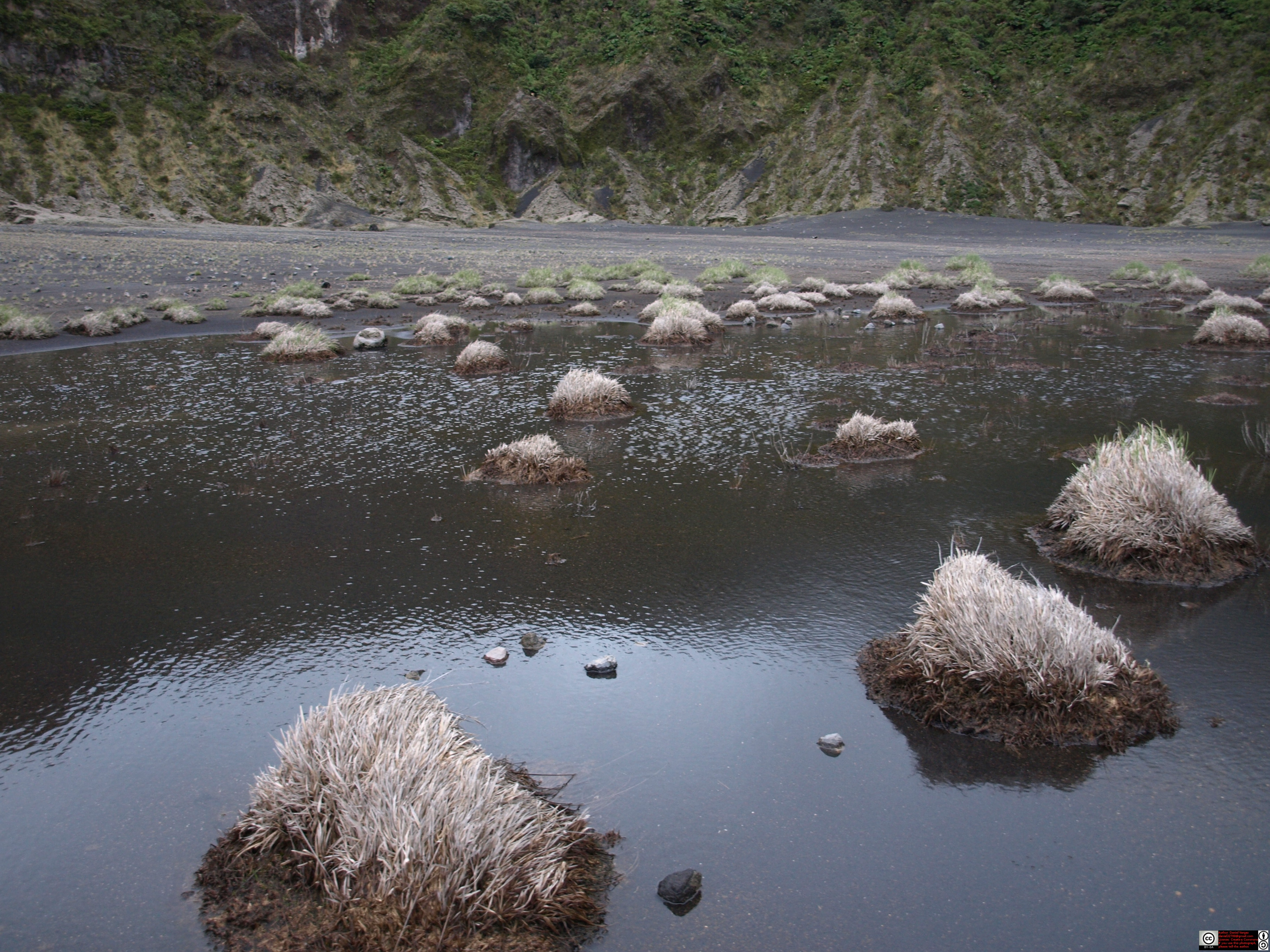
Interior del cráter Diego de la Haya
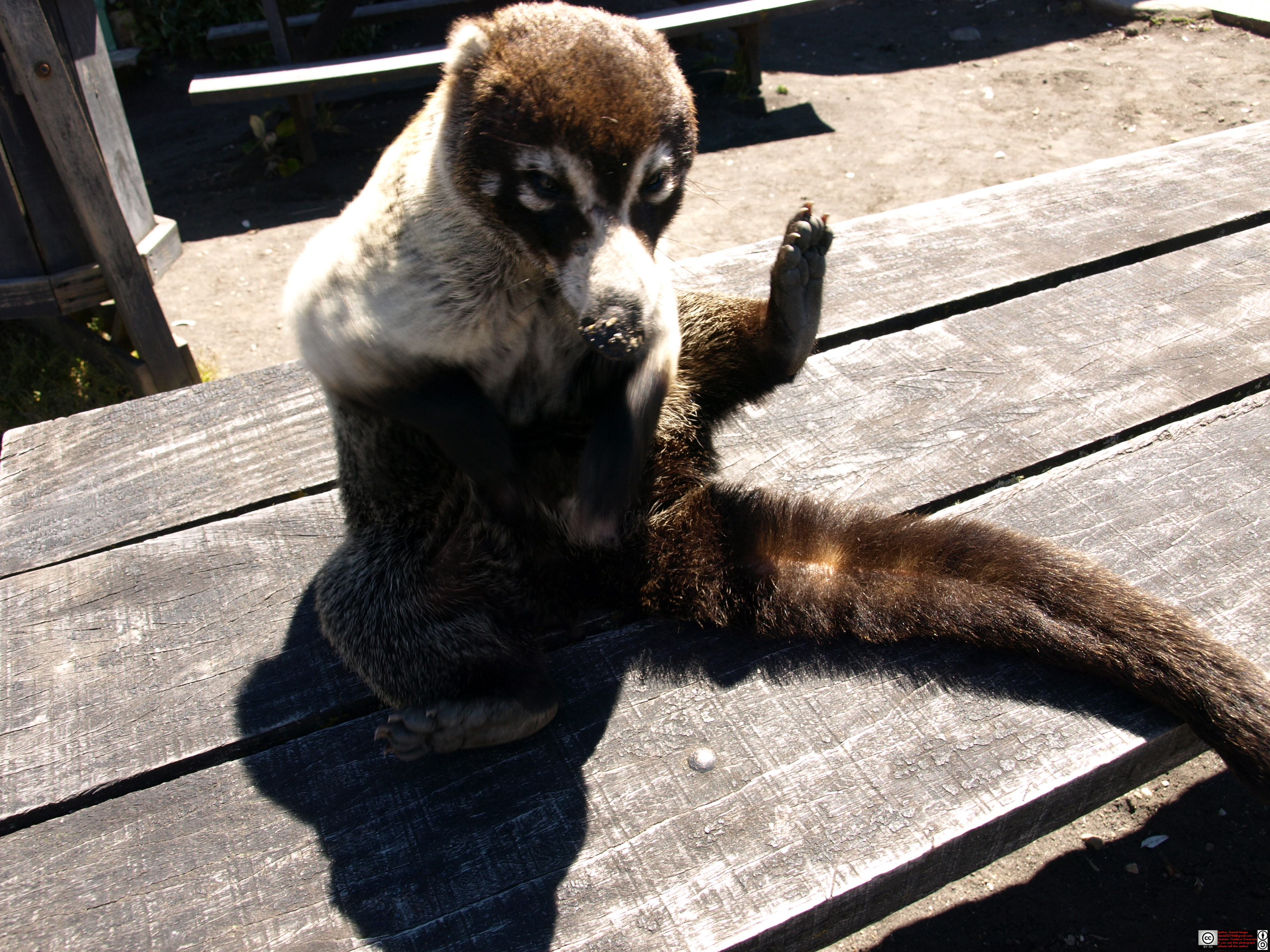
Coatí de nariz blanca en el Irazú
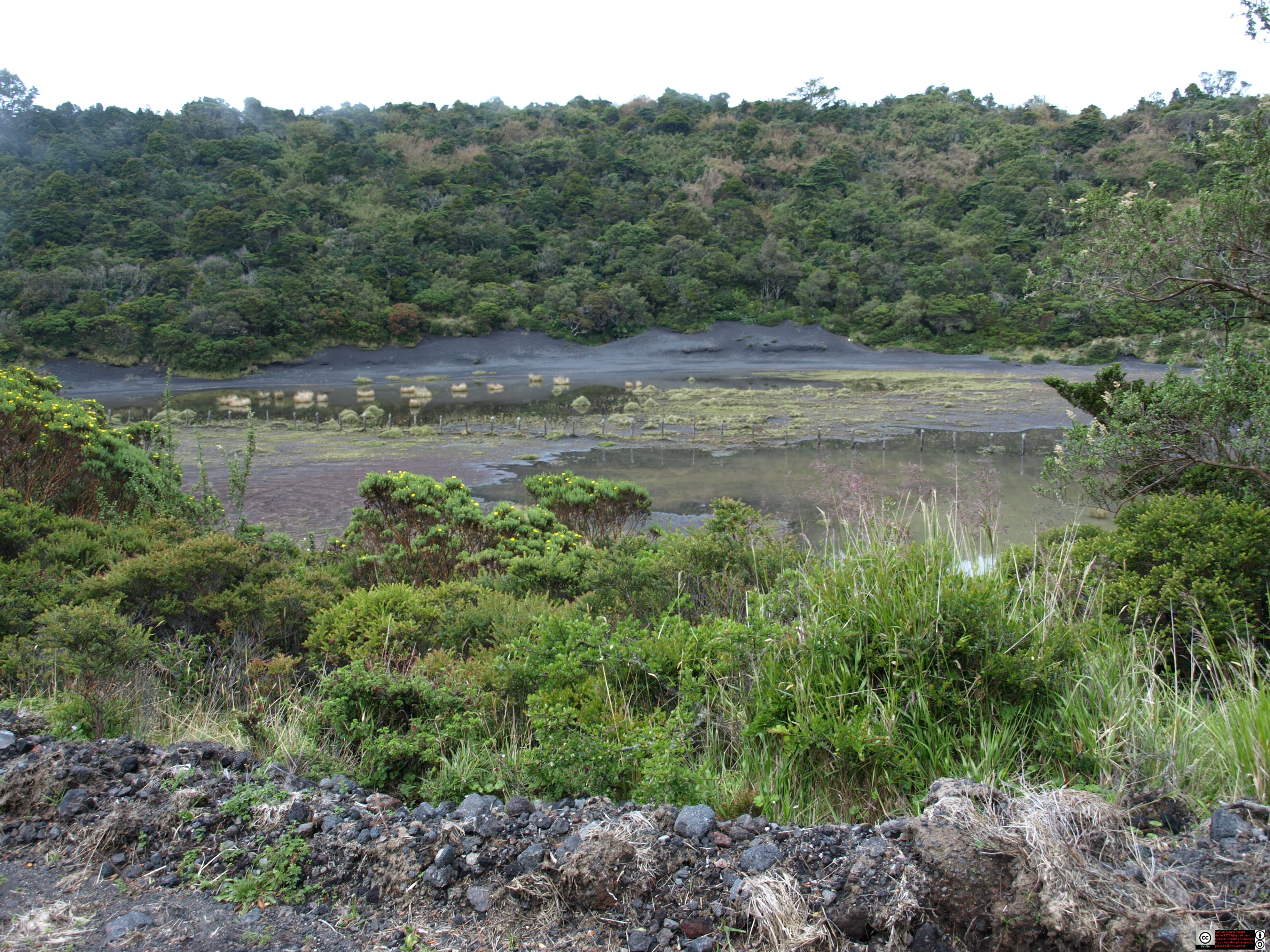
Cráter extinto
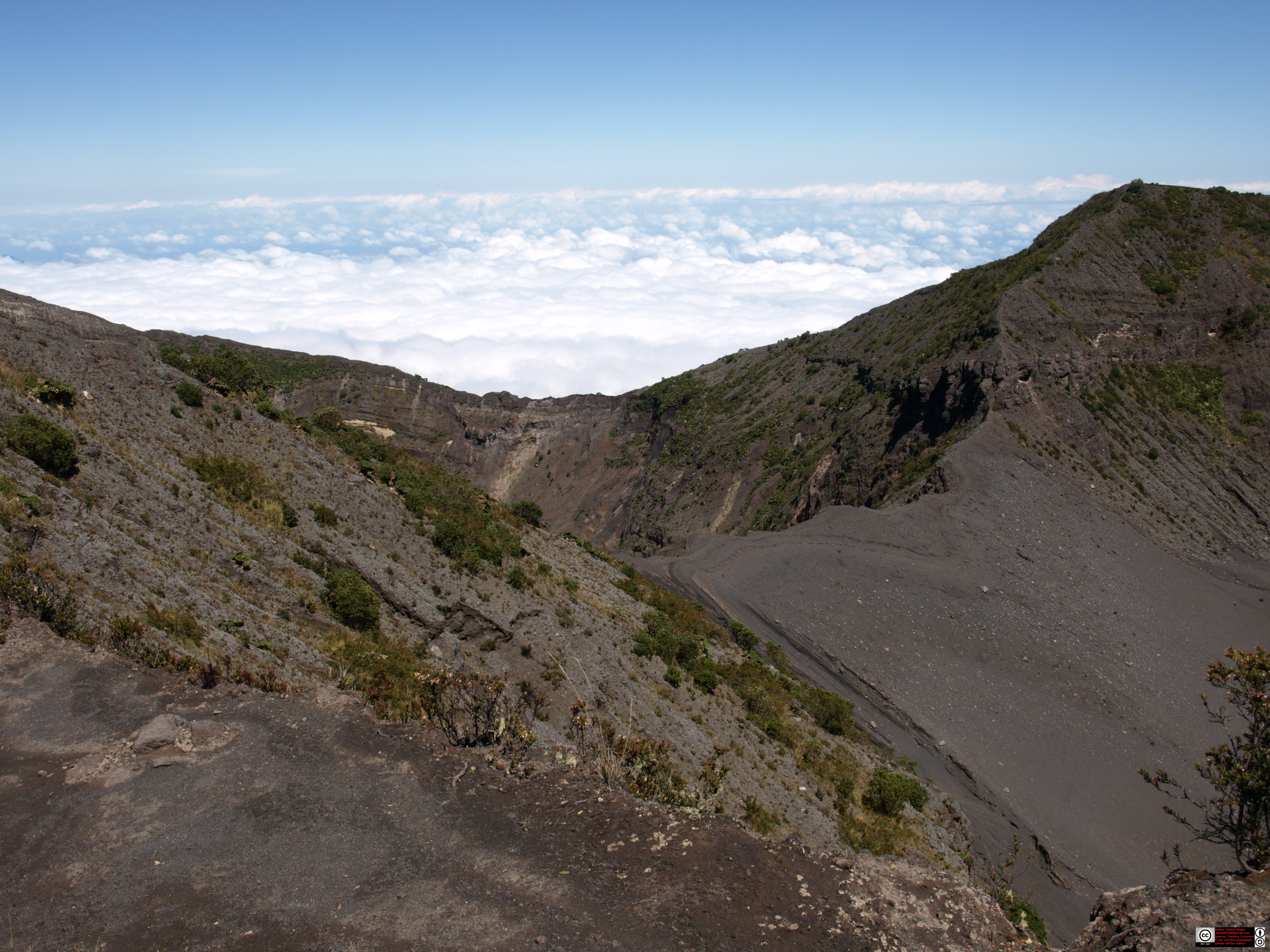
Puente del cráter
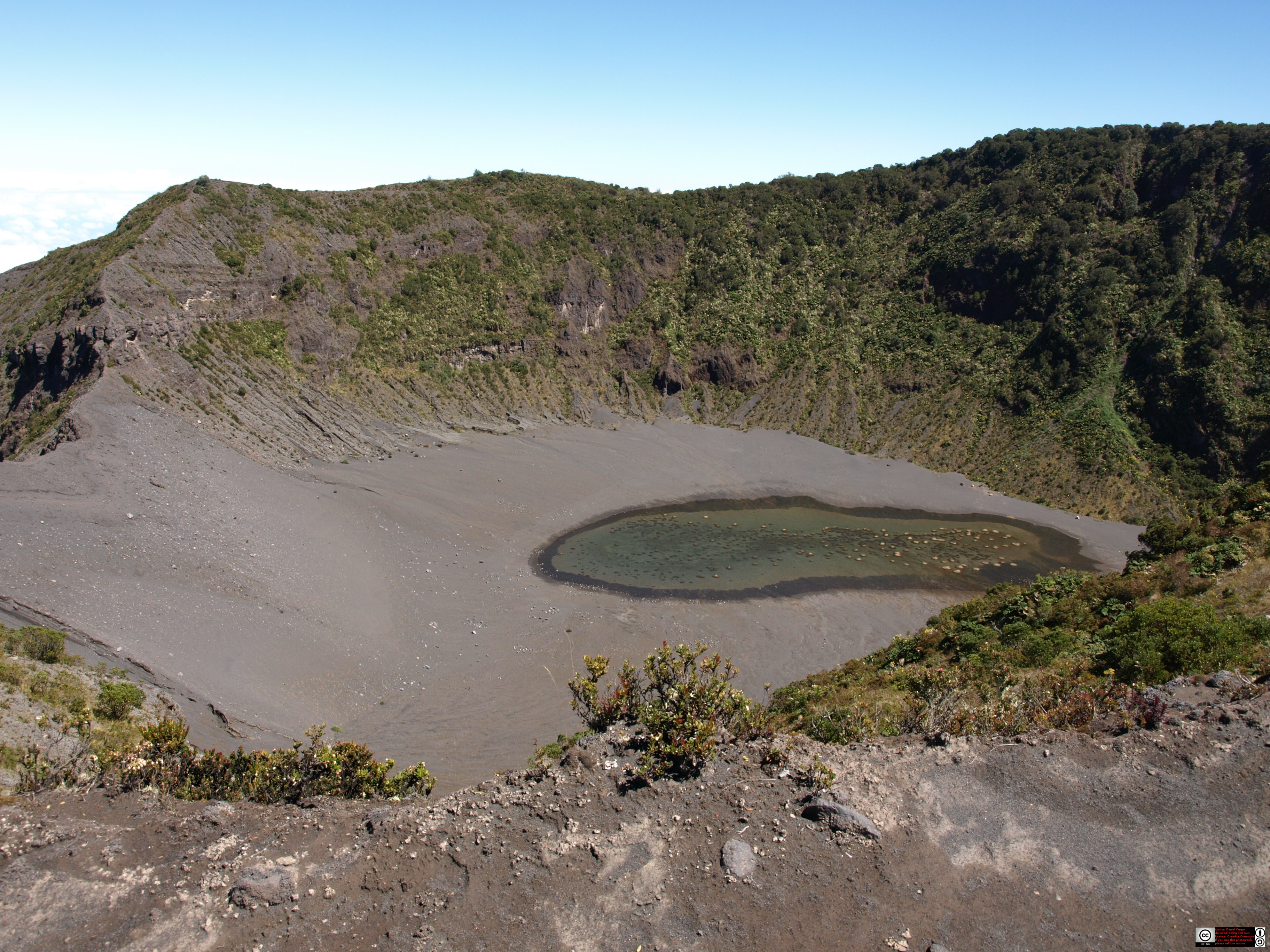
Laguna en Cráter Diego de la Haya
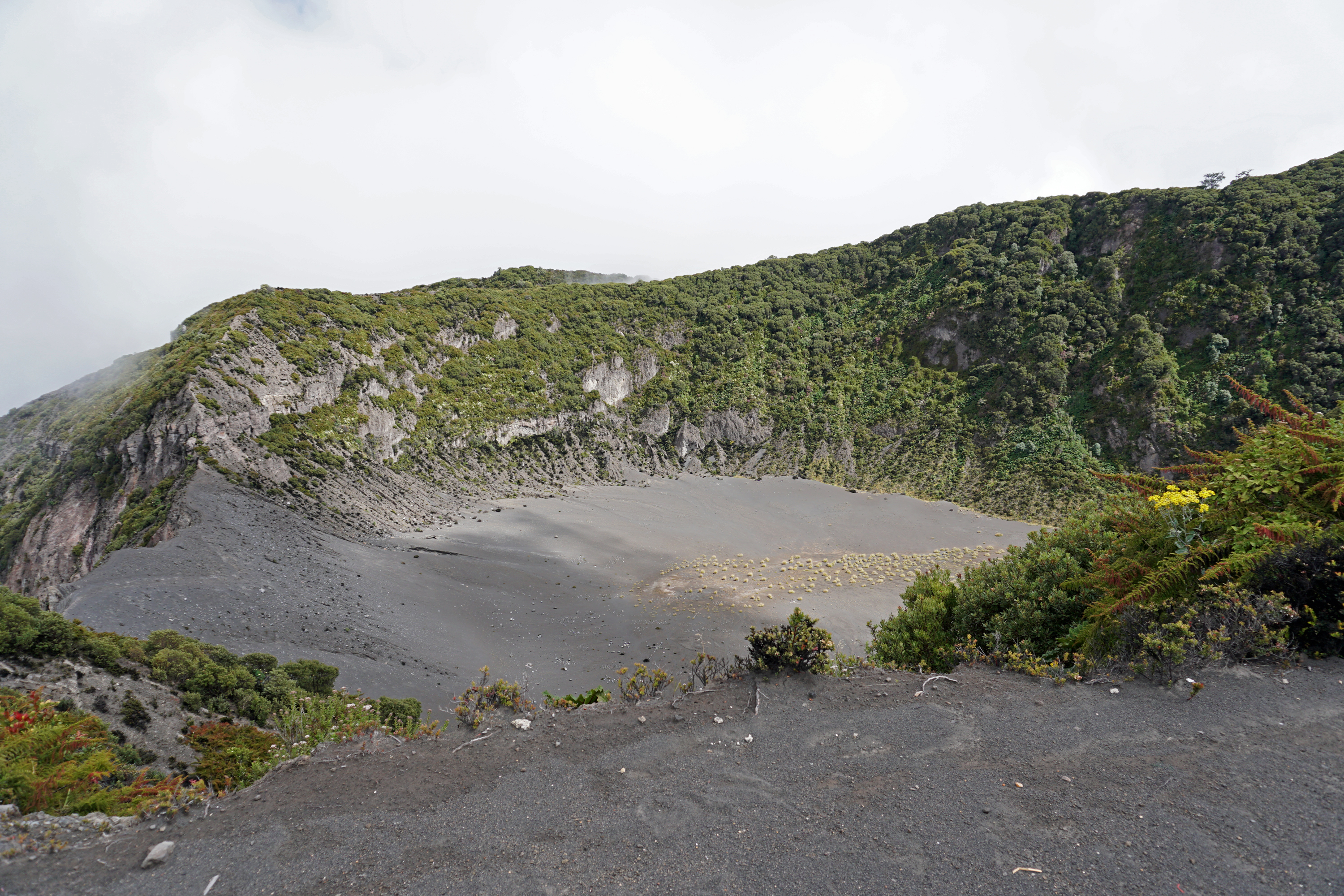
Cráter Diego de la Haya (2020)
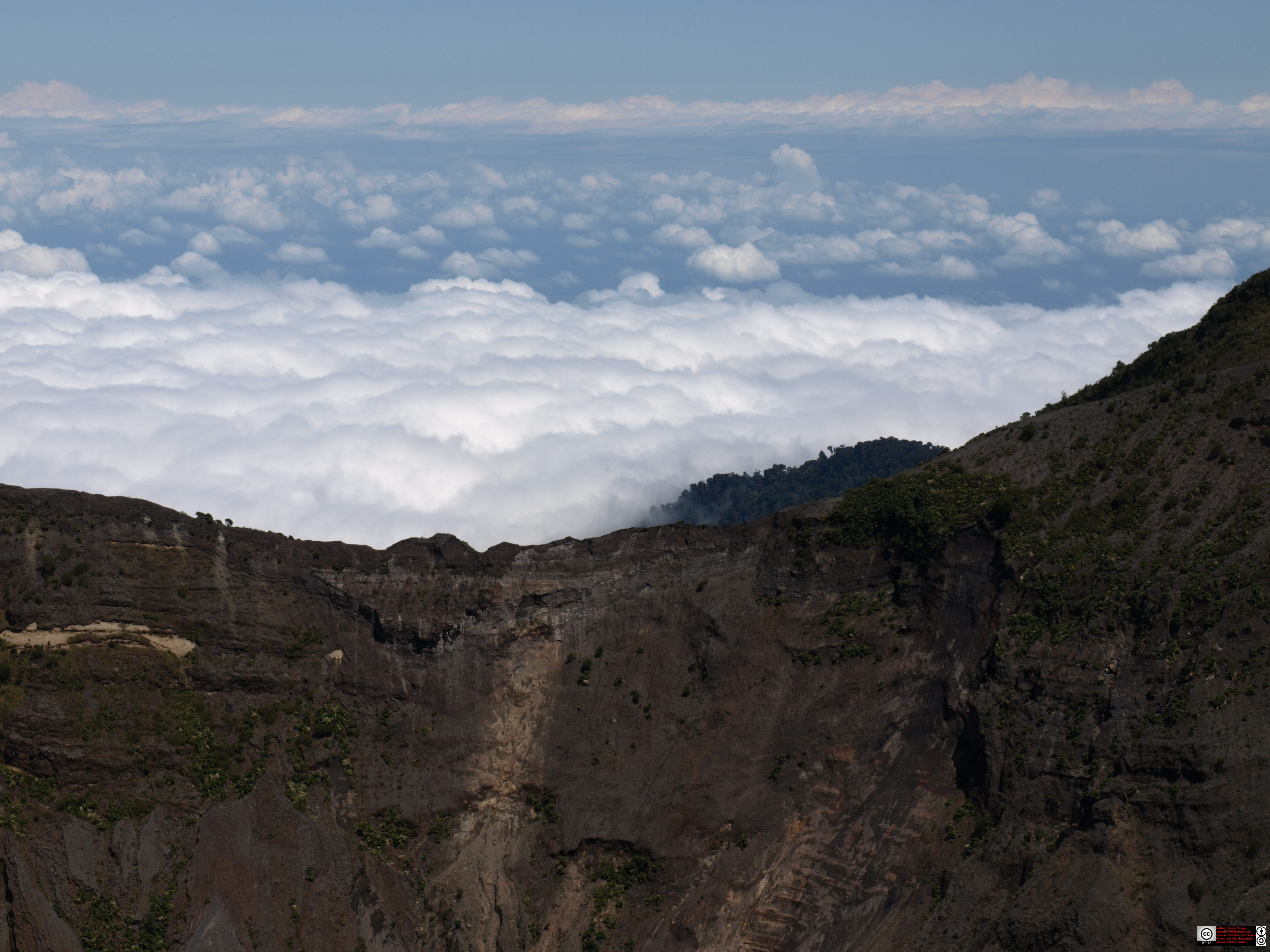
Gran pared del cráter
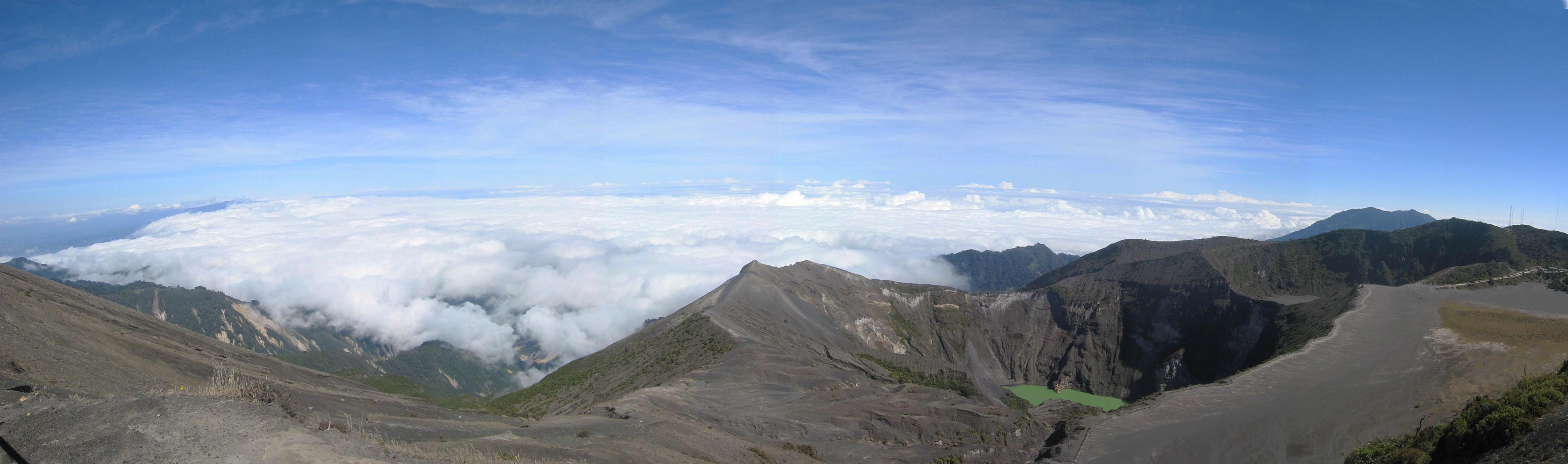
El volcán
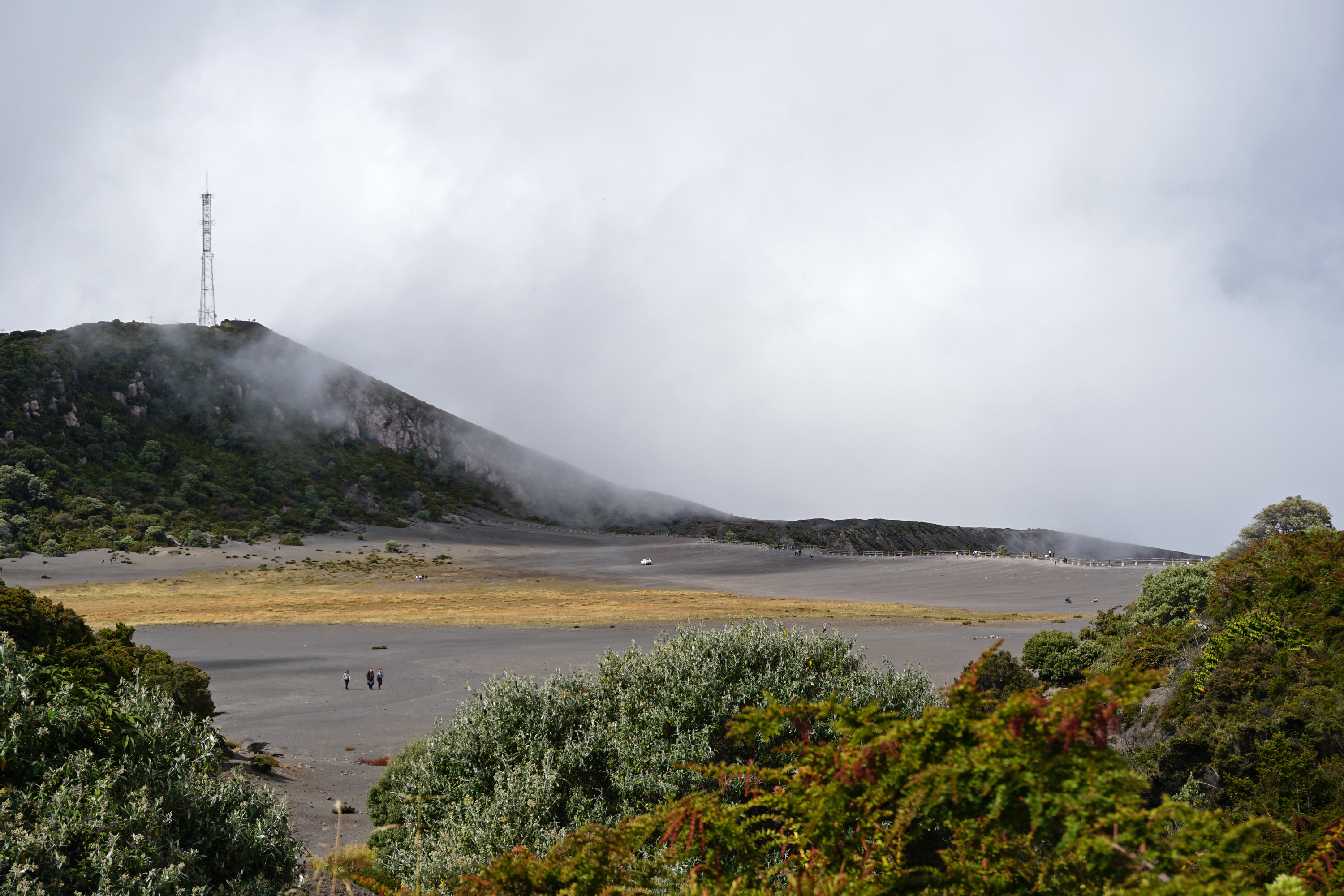
El cráter Playa Hermosa